# Charles-Ferdinand de Königsegg-Erps
 (octobre 2011).
Si vous disposez d'ouvrages ou d'articles de référence ou si vous connaissez des sites web de qualité traitant du thème abordé ici, merci de compléter l'article en donnant les références utiles à sa vérifiabilité et en les liant à la section « Notes et références ».
Charles-Ferdinand, comte de Königsegg-Erps est né le 1er novembre 1696 et mort à Vienne le 20 décembre 1759.
Charles-Ferdinand est issu de la famille noble souabe de Königsegg. En 1735, il devint membre du Conseil suprême des Pays-Bas à Vienne. Entre 1740 et 1750, il en fut le vice-président.
Il fut ministre plénipotentiaire aux Pays-Bas de 1743 à 1744, chargé de préparer l'arrivée de Charles de Lorraine au gouvernement général. Peu favorable au système de gouvernement collégial en vigueur dans ces provinces, il se heurta aux Conseils Collatéraux.
En 1744, il fut fait chevalier de l'Ordre de la Toison d'Or.
Il fut également grand maître de la cour de l'archiduchesse Marie-Anne, sœur de Marie-Thérèse.